# Рассвет (Иловлинский район)
Рассвет — посёлок в Иловлинском районе Волгоградской области России.
Население — 65 чел. (2010).

## География
Посёлок расположен в 9 км к северу от хутора Медведев. У вершины балки Лесной, к северу от балки Крутой. Посёлок расположен на высоте 140 м над уровнем моря. В посёлке имеется пруд.

## История
В списке населённых пунктов Сталинградской области за 1936 год отсутствует, в списке за 1939 год указан как «ферма № 2 мясосовхоза» (относился к мясосовхозу «Пролетарий»). В списках населённых пунктов Иловлинского района за 1945 год и за 1959 год упоминается как Ферма № 2 Медведевского сельсовета.
До 1962 назывался посёлком № 2 совхоза «Пролетарий». Указом Президиума Верховного Совета РСФСР от 28 мая 1962 года № 745/19 «О переименовании некоторых населенных пунктов Волгоградской области» переименован в Рассвет. В связи с укрупнением районов с февраля 1963 по январь 1965 находился в составе Дубовского района, оставаясь в Медведевском сельсовете. В настоящее время входит в состав Медведевского сельского поселения.

## Население
| 2002 |
| ---- |
| 90   |

| 1983 | 2010 |
| ---- | ---- |
| 130  | ↘65  |